# Ebony Obsidian

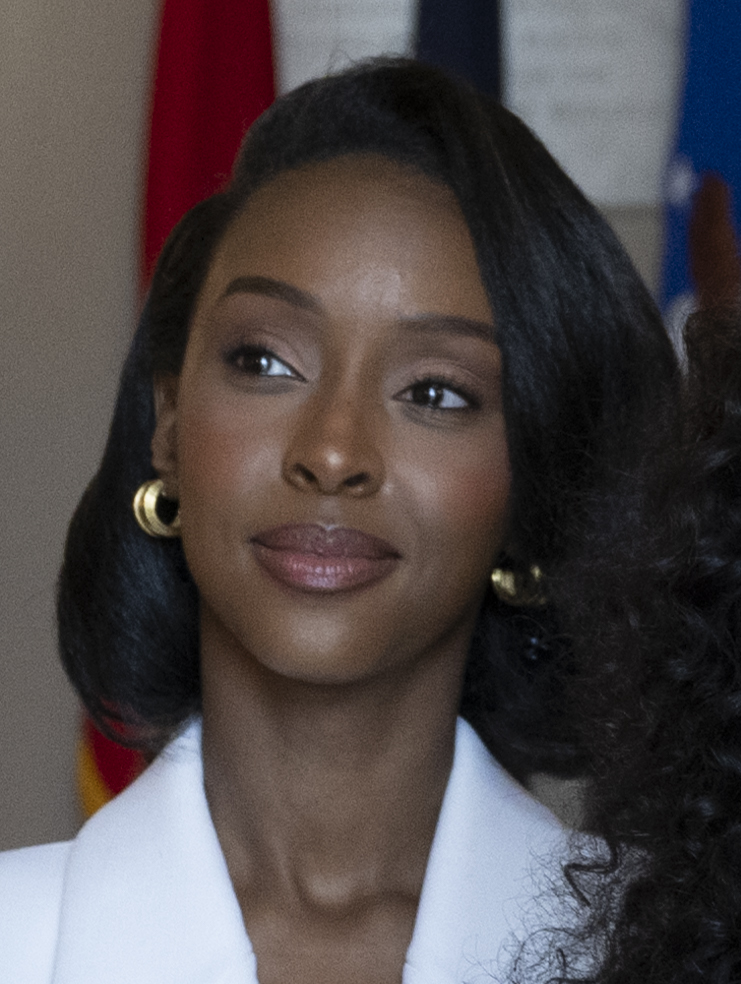
Ebony Obsidian (2024)

Ebony Obsidian (* 16. April 1994 in New York) ist eine US-amerikanische Schauspielerin, Liedtexterin und Sängerin eritreischer Herkunft.

## Leben und Karriere
Ebony Obsidian wuchs in New Paltz (New York) in einer eritreischen Familie auf. Ihre Eltern gehören der orthodoxen ethnischen Gruppe der Habescha an, die in Eritrea und den umliegenden afrikanischen Ländern weit verbreitet ist. In ihrer Jugend schrieb Ebony Obsidian häufig Gedichte und Musik und trat vor ihren Freunden und ihrer Familie auf. Trotz ihres Talents zog sie nicht in Erwägung, Künstlerin oder Schauspielerin zu werden, sondern begann Journalismus zu studieren und ihr Studium durch verschiedene Jobs zu finanzieren, bis sie während des Studiums mit einem Burnout zu kämpfen begann. Sie brach ihr Studium ab und ging an das William Esper Studio in Manhattan, um Schauspielerin zu werden. Nach einer Reihe unabhängiger Projekte und Aufträge für Werbung bekannter Marken erhielt sie eine feste Rolle in der digitalen Serie Tough Love, die für den Daytime Emmy Award nominiert wurde. TV One übernahm diese drei-staffelige Serie und zeigte sie auf deren Comcast-Sender Cleo.
Bekannt wurde Ebony Obsidian durch ihre Rolle der Michelle in der Thanksgiving-Episode in Master of None der zweiten Staffel. 2017 wurde diese Folge mit dem Primetime Emmy Award für ein herausragendes Drehbuch ausgezeichnet. Ihr erster großer Kinofilm war If Beale Street Could Talk (Beale Street) nach einem Roman von James Baldwin, in dem sie die Rolle der Adrienne Hunt verkörperte. Der Film wurde für über 130 Preise nominiert, unter anderem auch für drei Oscars (Drehbuch, beste Filmmusik und beste weibliche Nebendarstellerin), zwei Golden Globe Awards, zwei BAFTAs und fünf Critics’ Choice Awards.
2024 spielte sie in The Six Triple Eight von Tyler Perry eine der Soldatinnen des rein schwarzen Frauen-Bataillons, das im Zweiten Weltkrieg in Großbritannien für das Sortieren von Postsendungen verantwortlich war. Auf Film Review erhielt sie dafür eine positive Kritik: „Ebony Obsidian shines as Lena Derriecott King, a battalion member whose personal journey reflects the broader struggles and triumphs of the unit.“ (Ebony Obsidian glänzt in der Rolle der Lena Derriecott King, ein Bataillon-Mitglied, dessen persönliches Schicksal die allgemeinen Kämpfe und Triumphe der Einheit widerspiegelt.)
Neben ihrer Filmkarriere ist sie als Sängerin und Liedtexterin tätig. Dabei lässt sich ihr Stil nicht klar definieren, wie Jason Scott 2021 auf americansongwriter.com urteilt: „Sometimes, songs rise out of her as full-on rock anthems; other times, it’s jazz or neo-soul.“ (Manchmal klingen ihre Songs wie Rockhymnen, ein anderes Mal eher wie Jazz oder Neo-Soul.)
Ebony Obsidian ist auch als Botschafterin des International Rescue Committees (IRC) aktiv. 2023 besuchte sie auf eigenen Wunsch in dieser Funktion den Südsudan, wo sie während eines fünftägigen Besuchs Kontakt mit Hilfsorganisationen aufnahm und verschiedene Hilfseinrichtungen und Flüchtlingscamps aufsuchte. Sie schrieb 2023 selbst auf teenagevogue.com über die humanitäre Krise im Sudan und endete ihren Bericht mit dem Wunsch: „I hope that we lean in to listen to the voices of civilian Sudanese, descendants of the mighty Kingdom of Kush, and aid in their recovery. They have much to share with the world in return.“ (Ich hoffe, dass wir den Stimmen der sudanesischen Zivilbevölkerung, den Nachfahren des mächtigen Reichs von Kusch, Gehör schenken und ihnen dabei helfen sich zu erholen. Sie haben im Gegenzug viel mit der Welt zu teilen).

## Filmografie (Auswahl)
- 2015: Tough Love (Fernsehserie, als Alicia)
- 2017: Master of None (Fernsehserie, als Michelle, Thanksgiving-Episode)
- 2018: Beale Street (Spielfilm, als Adrienne Hunt)
- 2019–2024: Sistas (Fernsehserie, als Karen Mott)
- 2019–2023: Wu-Tang: An America Saga (Fernsehserie, als Nia)
- 2020: Hunters (Fernsehserie, als Carol Lockhart)
- 2024: The Six Triple Eight (Spielfilm, als Lena Derriecott King)